# العلاقات الغينية الكازاخستانية
العلاقات الغينية الكازاخستانية هي العلاقات الثنائية التي تجمع بين غينيا وكازاخستان.

## مقارنة بين البلدين
هذه مقارنة عامة ومرجعية للدولتين:
| وجه المقارنة                                              | غينيا       | كازاخستان                      |
| --------------------------------------------------------- | ----------- | ------------------------------ |
| المساحة (كم2)                                             | 245.86 ألف  | 2.72 مليون                     |
| عدد السكان (نسمة)                                         | 12.72 مليون | 17.95 مليون                    |
| الكثافة السكانية (ن./كم²)                                 | 51.74       | 6.6                            |
| العاصمة                                                   | كوناكري     | نور سلطان                      |
| اللغة الرسمية                                             | لغة فرنسية  | اللغة القازاقية، اللغة الروسية |
| العملة                                                    | فرنك غيني   | تينغ كازاخستاني                |
| الناتج المحلي الإجمالي (بليون دولار)                      | 10.50 مليار | 159.41 مليار                   |
| الناتج المحلي الإجمالي (تعادل القوة الشرائية) بليون دولار | 15.24 مليار | 439.39 مليار                   |
| الناتج المحلي الإجمالي الاسمي للفرد دولار أمريكي          | 531         | 10.51 ألف                      |
| الناتج المحلي الإجمالي للفرد دولار أمريكي                 | 1.22 ألف    | 24.23 ألف                      |
| مؤشر التنمية البشرية                                      | 0.411       | 0.788                          |
| رمز المكالمات الدولي                                      | +224        | +7                             |
| رمز الإنترنت                                              | .gn         | .kz، .қаз ‏                     |
| المنطقة الزمنية                                           | 00          | ت ع م+05:00، ت ع م+06:00       |

## منظمات دولية مشتركة
يشترك البلدان في عضوية مجموعة من المنظمات الدولية، منها:
| علم المنظمة | اسم المنظمة                               | تاريخ انضمام غينيا | تاريخ انضمام كازاخستان |
| ----------- | ----------------------------------------- | ------------------ | ---------------------- |
|             | منظمة التعاون الإسلامي                    | ?                  | ?                      |
|             | الاتحاد البريدي العالمي                   | ?                  | ?                      |
|             | يونسكو                                    | 2 فبراير 1960      | 22 مايو 1992           |
|             | البنك الدولي للإنشاء والتعمير             | 28 سبتمبر 1963     | 23 يوليو 1992          |
|             | وكالة ضمان الاستثمار متعدد الأطراف        | 5 أكتوبر 1995      | 12 أغسطس 1993          |
|             | منظمة الشرطة الجنائية الدولية             | ?                  | ?                      |
|             | مؤسسة التمويل الدولية                     | 22 أكتوبر 1982     | 30 سبتمبر 1993         |
|             | الأمم المتحدة                             | 12 ديسمبر 1958     | 2 مارس 1992            |
|             | مؤسسة التنمية الدولية                     | 26 سبتمبر 1969     | 23 يوليو 1992          |
|             | الفريق المعني برصد الأرض                  | ?                  | ?                      |
|             | منظمة حظر الأسلحة الكيميائية              | ?                  | ?                      |
|             | المركز الدولي لتسوية المنازعات الاستشارية | 4 ديسمبر 1968      | 21 أكتوبر 2000         |

## وصلات خارجية
- موقع وزارة الخارجية الكازاخستانية